# Lellingeria pinnata
Lellingeria pinnata är en stensöteväxtart som beskrevs av A. Rojas. Lellingeria pinnata ingår i släktet Lellingeria och familjen Polypodiaceae. Inga underarter finns listade.